# Tommy Duggan
Pour les articles homonymes, voir Duggan.
Ne pas confondre avec : Tom Dugan (en) (né en 1961), acteur américain ; Tom Dugan (1889-1955), acteur américain ; Tom Duggan (1915-1969), acteur américain.

Tommy Duggan est un acteur irlandais né le 22 juillet 1909 en Irlande et décédé le 2 novembre 1998 à Londres. Il a notamment joué dans plusieurs films français des années 1960.

## Filmographie partielle
- 1942 : Thunder Rock de Roy Boulting
- 1964 : Le Saint : Sophia (saison 2 épisode 24) : Stavros Arnetas
- 1966 : Monsieur le président-directeur général de Jean Girault : le directeur de la filiale anglaise
- 1966 : Ne nous fâchons pas de Georges Lautner : le Colonel
- 1966 : Le Saint : Plan de vol (saison 5 épisode 13) : Kovicek
- 1969 : Le Cerveau de Gérard Oury : Le superintendant Cummings
- 1971 : Doctor Who
- 1973 : Le Salopard (Senza ragione) de Silvio Narizzano
- 1973 : Les Enquêtes du commissaire Maigret de François Villiers, épisode : Mon ami Maigret
- 1976 : L'Année sainte de Jean Girault : le Duc
- 1981 : La Malédiction finale de Graham Baker : Frère Matthews